# Tokimasa Sekiguchi
Tokimasa Sekiguchi (jap. 関口 時正 Sekiguchi Tokimasa; ur. 1951 w Tokio) – polonista, tłumacz literatury polskiej na język japoński, popularyzator kultury polskiej w Japonii.

## Życiorys
Urodził się w 1951 w Tokio. Ukończył studia romanistyczne (1974) oraz kultury i literatury komparatystycznej (1979) na państwowym Uniwersytecie Tokijskim, a następnie odbył staż naukowy na Uniwersytecie Jagiellońskim jako stypendysta rządu polskiego (1974–1976). W latach 1992–2013 wykładał na polonistyce w Tokijskim Uniwersytecie Studiów Międzynarodowych (TUFS) jako profesor kultury polskiej. Od kwietnia 2013 Professor Emeritus TUFS. W latach 2000–2004 był wiceprezesem Stowarzyszenia „Bristol” Polskich i Zagranicznych Nauczycieli Kultury Polskiej i Języka Polskiego.
Jest autorem książek m.in.: Pōrando to tasha (Polska i jej Obcy, Tokio 2014, nakładem wydawnictwa Misuzu Shobō), Eseje nie całkiem polskie (Kraków 2016, Universitas).

## Wybrane tłumaczenia na język japoński
- Przyczynek do biografii (Jan Kott), Tokio 1994.
- Matka Joanna od Aniołów (Jarosław Iwaszkiewicz), Tokio 1997.
- Historia literatury polskiej (Czesław Miłosz), Tokio 2006 (współtłumacze: Kazuo Hasemi, Tatsuya Moriyasu, Mitsuyoshi Numano, Masahiko Nishi).
- Korespondencja Fryderyka Chopina – 1816–1830, czasy polskie (red.: Z. Helman, Z. Skowron, H. Wróblewska-Straus), Tokio 2012 (współtłumaczki: Rie Hiraiwa, Satoko Nishida, Maki Shigekawa).
- Treny (Jan Kochanowski), Tokio 2013.
- Pieśni Chopina, Tokio 2014.
- Ballady i romanse (Adam Mickiewicz), Tokio 2014.
- W małym dworku; Kurka Wodna; Wariat i zakonnica; Matka (Stanisław Ignacy Witkiewicz), Tokio 2015.
- Dybuk. Na pograniczu dwóch światów (S. An-ski, tłum. Mitsuharu Akao); Iwona, księżniczka Burgunda (Witold Gombrowicz), Tokio 2015.
- Pieśni (Mieczysław Karłowicz), Tokio 2016.
- Lalka (Bolesław Prus), Tokio 2017.
- Szpital Przemienienia, Prowokacja (Stanisław Lem), Tokio 2017.
- Dziady wileńskie (Adam Mickiewicz), Tokio 2018.
- Pieśni Karola Szymanowskiego – wybór I (Pieśni muezzina szalonego J. Iwaszkiewicza, Słopiewnie J. Tuwima), Tokio 2018
- Korespondencja Fryderyka Chopina – 1831–1835, czasy paryskie (red.: Z. Helman, Z. Skowron, H. Wróblewska-Straus), Cz. I, Tokio 2019 (współtłumaczki: Rie Hiraiwa, Makiko Kihara, Satoko Nishida, Maki Shigekawa).
- Korespondencja Fryderyka Chopina – 1836–1839, czasy paryskie (red.: Z. Helman, Z. Skowron, H. Wróblewska-Straus), Cz. II, Tokio 2020 (współtłumaczki: Rie Hiraiwa, Makiko Kihara, Satoko Nishida, Maki Shigekawa).
- Melodie na Psałterz polski (Jan Kochanowski, Mikołaj Gomółka) – wybór 36 psalmów z nutami[2].
- Niezwyciężony (Stanisław Lem), Tokio 2021.
- Pieśni i fraszki (Jan Kochanowski), Tokio 2022.

## Ordery i odznaczenia
- Krzyż Komandorski Orderu Zasługi RP (14 stycznia 2020)[3]
- Krzyż Oficerski Orderu Zasługi RP (23 lipca 2009)[4]
- Złoty Medal „Zasłużony Kulturze Gloria Artis” (26 lutego 2025)[5][6]
- Srebrny Medal „Zasłużony Kulturze Gloria Artis” (9 lutego 2015)[5]
- Odznaka honorowa „Zasłużony dla Kultury Polskiej” (1998)

## Nagrody i wyróżnienia
- Dyplom Ministra Spraw Zagranicznych RP za wybitne zasługi dla promocji Polski w świecie (2007)
- The Best Translation Award (jap. Nihon Hon’yaku Taishō) - japońska nagroda literacka za przekład Lalki Bolesława Prusa (2017)
- Nagroda Stowarzyszenia Autorów ZAiKS za przekłady literatury polskiej na język japoński (2019)[7]
- Nagroda Towarzystwa im. Fryderyka Chopina za wybitne osiągnięcia w promowaniu osoby i twórczości kompozytora (2019)
- Nagroda Transatlantyk Instytutu Książki (2021)[8][9][10]
- tytuł Ambasadora Polszczyzny poza Granicami Kraju (2021)[11]